# Myriapodologia
Myriapodologia  – gałąź zoologii będąca nauką o wijach.
W 1968 roku powstało w Paryżu Międzynarodowe Towarzystwo Myriapodologiczne (Centre International de Myriapodologie, CIM), organizujące myriapodologów z całego świata. Obecnie organizacja zrzesza również specjalistów od pratchawców (onychoforologów) jako International Society of Myriapodology and Onychophorology.
Jak dotąd, zjazdy towarzystwa odbywały się w następujących miejscach:
1. 1968 : Paryż
2. 1972 : Manchester
3. 1975 : Hamburg
4. 1978 : Gargnano
5. 1981 : Radford
6. 1984 : Amsterdam
7. 1987 : Vittorio Veneto
8. 1990 : Innsbruck
9. 1993 : Paryż
10. 1996 : Kopenhaga
11. 1999 : Białowieża
12. 2002 : Mtunzini
13. 2005 : Bergen

Zasłużonymi myriapodologami byli m.in.:
| - John Steven Buckett (1939-1986) - Yosioki Takakuwa (1873-1960) - Abraham Ezra Michelbacher (1899-1991) - Karl Wilhelm Verhoeff (1867-1945) - Orator Fuller Cook (1867-1949) - wielebny Canon Stanley Graham Brade-Birks (1887-1982) - Edward Holt (Ted) Eason (1916-1999) - Carl August Theodor Michael, Graf von Attems-Petzenstein (1868-1952) - John Edward Gray (1800-1875) - Pierre Andre Latreille (1762-1833) - Ödön Tömösváry (1852-1884) - Jeno Daday (1855-1920) - Johann Carl (1877-1944) - Zachiu Matic (1924-1994) - Oscar Harger (1843-1887) - Paul A. Remy (1894-1962) - Francois Louis Paul Gervais (1816-1879) - Charles Frederic Girard (1822-1895) - Charles Athanase Baron de Walckenaer (1771-1852) - Gilbert Edward Archey (1890-1974). - Dru Drury (1725-1804) - Stanley Irving Auerbach (1921-2004) - Karla Hoffman (?1988-2007) - Ralph Edwin Crabill, Jr. (1925-1992) - Anton Julius Stuxberg (1849-1902) - Wanda Maria Stojałowska (1905-1995) - William Tinsley Keeton (1933-1980) - Karl Strasser (1903-1981) - Sidnie M. Manton (1903-1979) - John Gordon Blower (1920-2004) - Bruno Conde (1920-2004) - Antonio Berlese (1863-1927) - Reginald Innes Pocock (1863-1947) - Karl Matthias Friedrich Magnus Kraepelin (1848-1915) - Imre Loksa (1923-1992) - Wolfgang Bucherl (1911-1985) - Bozena Folkmanova (1903-1960) - Henri Louis Frédéric de Saussure (1829-1905) - Traian Ceuca (1921-2003) - Ernst Philip Palmen (1916-1991) - Hippolyte Lucas (1814-1899) - Frederik Vilhelm August Meinert (1833-1895) - Francis Archibald Sinclair Turk (1911-1996) - Theodore Dru Allison Cockerell (1866-1948) - Ulrich Haacker (1939-1972) - Donald Robert Whitehead (1938-1990) - Zachiu Matic (1924-1994) | - Yu-Hsi Moltze Wang (1910-1968) - Horatio C. Wood, 1841-1919) - Otto Schubart (1900-1962) - Alois Humbert - Ralph Edwin Crabill, Jr. (1925-1992) - Charles Harvey Bollman (1868-1889) - John Gordon Blower (1920-2004) - Wilhelm Karl Hartwich Peters (1815-1883) - Reginald Frederick Lawrence (1897-1987) - Ferdinand Anton Franz Karsch (1853-1947) - Carl Ludwig Koch (1778-1857) - Johann Friederick Brandt (1802-1879) - Harold Frederick Loomis (1896-1976) - Ludek Jindrick Dobroruka - Paola Manfredi (1889-1989) - Anton Julius Stuxberg (1849-1902) - Narcis Mrsic (1951-1997) - Alpheus Spring Packard, Jr. (1839-1905) - Johan Christian Fabricius (1745-1808) - Arthur Gardiner Butler (1844-1925) - Lucien Marcus Underwood (1853-1907) - Joachim Adis (1950-2007) - Jadwiga Kaczmarek (1923-1991) - Carl Oscar von Porat (1842-1927) - Karl Wilhelm Verhoeff (1867-1945) - Vincent Daniel Roth (1924-1997) - Edward Holt (Ted) Eason (1916-1999) - Ralph Vary Chamberlin (1879-1967) - Nell Bevel Causey (1910-1979) - Robert Latzel (1845-1919) - Henry Wilfred Brolemann (1860-1933) - Constantine Samuel Rafinesque (1783-1840) - Karol Linneusz (1707-1768) - Thomas Say (1787-1834) - Edward Drinker Cope (1840-1897) - Stephen P. Hopkin (1983-2006) - Filippo Silvestri (1876-1949) - Konrad Thaler (1940-2005) - Samuel Hubbard Scudder (1837-1911) - Ambroise Marie Francois Joseph Palisot, baron de Beauvois (1752-1820) - Jaroslav Lang (1910-1972) - Jean-Baptiste de Lamarck (1744-1829) - Bohumil Nemec (1873-1966) - John Adam Ryder (1852-1895) - John Lawrence LeConte (1825-1883) - Yasunori Miyoshi (1909-1995) - Hans Lohmander (1896-1961) - Hieronim Jawłowski (1887-1977) - Robert Arthur Hefner (1892-1985) |